# Vilém Frynta

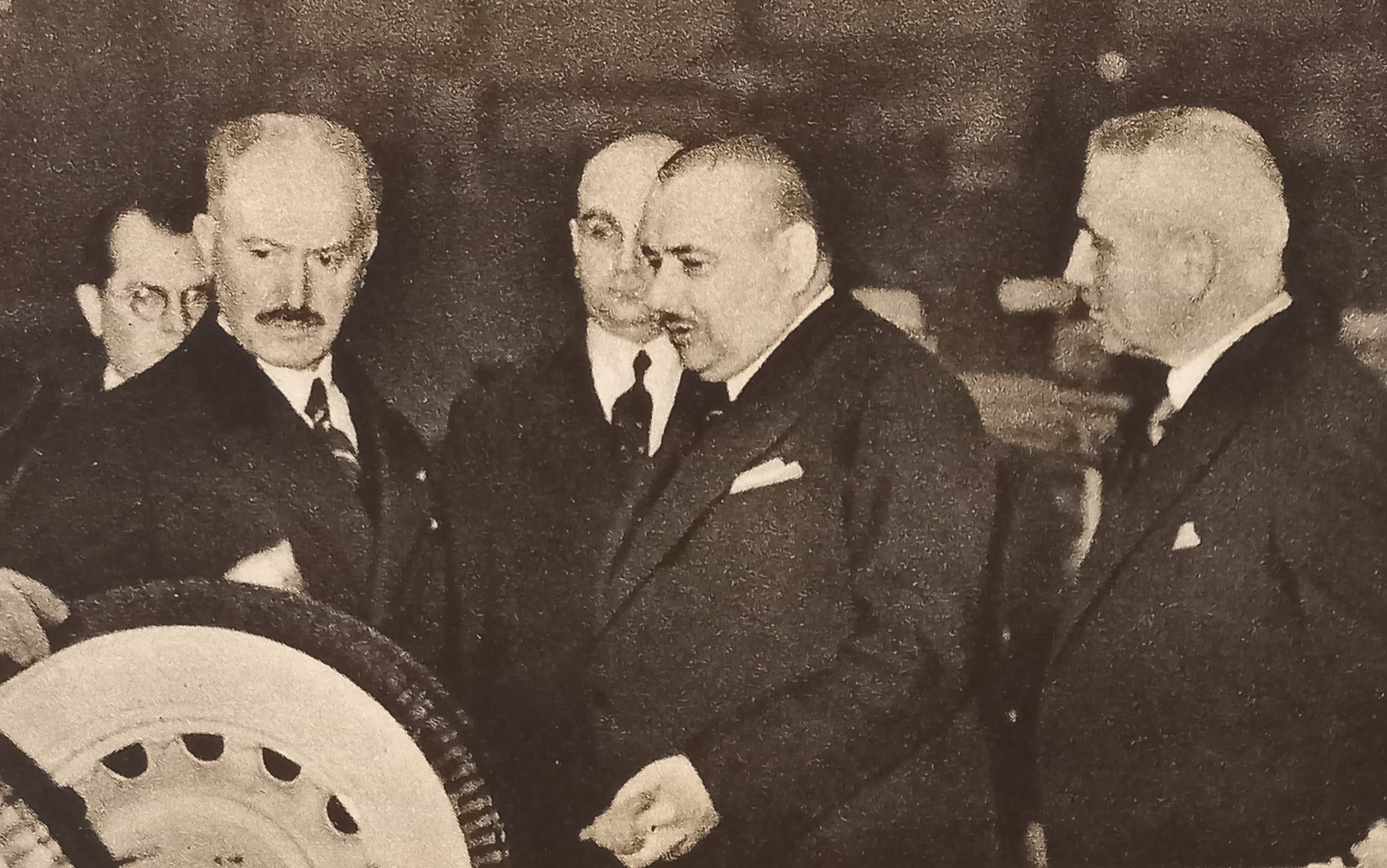
Karel Hrdlička a Vilém Frynta (vpravo) doprovázejí francouzského presidenta Alberta Lebruna (vlevo) na autosalonu v Paříži 1937

Vilém Frynta (15. dubna 1881 Librantice – 9. února 1957 Librantice) byl český konstruktér a manažer. Byl výraznou osobností československého automobilového průmyslu v meziválečném období, pracovníkem a organizátorem v továrně Laurin a Klement, později závodním ředitelem Akciové společnosti pro automobilový průmysl v Mladé Boleslavi. Zasloužil se o vývoj a zavedení do výroby lidového vozu Škoda Popular, Škoda Rapid,  Škoda Popular 995 „Liduška“ a dalších modelů osobních vozů firmy Škoda v Mladé Boleslavi.

## Dětství a studia
Vilém Frynta se narodil 15. dubna 1881 do rodiny rolníka v Libranticích u Hradce Králové. V Hradci Králové vystudoval vyšší reálku, odkud přešel v říjnu 1900 do Prahy na České vysoké učení technické. Zapsal si obor technické chemie, odkud v lednu 1901 přešel na obor strojního inženýrství. V roce 1903 byl zvolen předsedou Spolku posluchačů strojního inženýrství. Po ukončení studií 2. státní zkouškou v roce 1904 jej od srpna čekala aktivní vojenská služba u válečného námořnictva v Pule.

## Počáteční zaměstnání a praxe
V říjnu 1905 nastoupil do společnosti Bromovský, Schulz & Sohr v jejím cukerním oddělení jako konstruktér zařízení pro cukrovary, které firma budovala po celé monarchii Rakousko-Uherska. Od firmy odešel v srpnu 1908 do Družstva k nákupu strojů pro české živnostníky v obvodu obchodní a živnostenské komory liberecké v Hradci Králové.
Poté přijal místo jednatele Hronovské elektrárny. Toto pracovní místo jej přes výhodné podmínky nenaplňovalo, proto vstoupil do jednání s Václavem Klementem – majitelem mladoboleslavské automobilky Laurin a Klement. Do automobilky měl nastoupit 1. září 1914 na místo výrobního ředitele, jenomže dne 28. července 1914 byla vyhlášena válka Srbsku a krátce nato vypukla 1. světová válka. Vilém Frynta byl jako strojní inženýr v srpnu 1914 odvelen k válečnému námořnictvu.
1. března 1915 nebo 15. března 1915 nastoupil zpět do automobilky jako závodní inženýr. Václav Klement vyreklamovával z vojenské služby své zaměstnance z automobilky pod hrozbou, že bez nich nebude továrna schopna přejít na zbrojní program. Tak se z vojenské služby na lodi dostal i četař Vilém Frynta a nastoupil do automobilky Laurin a Klement. V průběhu 1. světové války vedl firemní hydroelektrárnu v Rožatově na řece Jizeře.

## Práce v Laurince
Jeden z prvních úkolů, jež mu byl svěřen, byla výstavba hydroelektrárny na Jizeře v Rožátově, aby si automobilka zajistila energetickou nezávislost. V roce 1924 až 1926 řídil výstavbu nové karosárny, obnovoval strojní vybavení a výrobu v továrně po zničujícím požáru, po dokončení se stal jejím ředitelem.
Během služební cesty do USA od prosince 1927 do března 1928 se seznámil s moderními výrobními technologiemi, zejména pásovou výrobou.

## Práce pro koncern Škoda
Vilém Frynta mluvil dokonale německy, částečně anglicky a francouzsky. Anglický jazyk se naučil právě z důvodu služební cesty do USA. Poté mu generální ředitel koncernu Škoda v Plzni Karel Loevenstein nabídl povýšení a přesun na novou pracovní pozici do Plzně, které Vilém Frynta zdvořile odmítl. Chtěl zůstat v Mladé Boleslavi, stále blízce přítomen k výrobě osobních automobilů, malých nákladních vozů a autobusů.
V lednu 1929 nastoupil do automobilky Karel Hrdlička do funkce závodního ředitele. Škoda Mladá Boleslav byla v té chvíli nejmodernější domácí automobilkou. Hrdličkovou pravou rukou a hlavním pomocníkem se stal Vilém Frynta. Poté, co byl v prosinci 1932 Karel Hrdlička jmenován vedoucím ředitelem celé továrny, Vilém Frynta nastoupil do pozice závodního ředitele, kde vedl oddělení technické (s konstrukcí osobních a nákladních automobilů a karoserií), strojní nákupní, osobní a reklamní.
V září 1932 vycestoval do Švýcarska, Německa a Holandska, kde se seznamoval se stavbou celokovových karoserií systému Arquint, které se uplatnily při výrobě autobusů.
S úmrtím zakladatele firmy Václava Klementa se pomalu uzavírala i profesní kariéra Viléma Frynty. S Václavem Klementem si byli blízcí pracovně i lidsky. Vilém Frynta byl jedním z těch, kteří mluvili při pohřbu nad rakví Václava Klementa.
Po březnu 1939 následovala okupace země a zavádění vojenské výroby. Krátce po svých šedesátinách odešel Vilém Frynta k 31. prosinci 1941 (1942?) do penze.

## Soukromý život
Vilém Frynta se nikdy neoženil a zůstal bezdětný. Staral se o své sourozence a jejich rodiny a finančně je podporoval.
V roce 1937 společně se svým bratrem Emilem organizoval a financoval stavbu rodinné vily v Praze – Dejvicích, v ulici Na Zavadilce 4. V témže roce organizoval a financoval přestavbu rodinného statku v Libranticích u Hradce Králové, ve kterém žila a hospodařila rodina jeho nejstaršího bratra Aloise. Po úmrtí bratra Aloise se stal poručníkem bratrovy dcery a mladšího syna, starší syn byl již plnoletý.
Jeho první profesní působení v cukerním oddělení firmy Bromovský, Schulz & Sohr a následně v První akciové strojírně ho ovlivnilo na celý život, trvale sledoval cukrovarnický průmysl. V roce 1946 přihlásil patent č. 78 249 pro nepřetržitou difuzi cukerného roztoku při výrobě cukru.
V závěru života odešel Vilém Frynta do Librantic na rodinný statek, kde 9. února 1957 zemřel. Pochován je v rodinné hrobce v Třebechovicích pod Orebem.

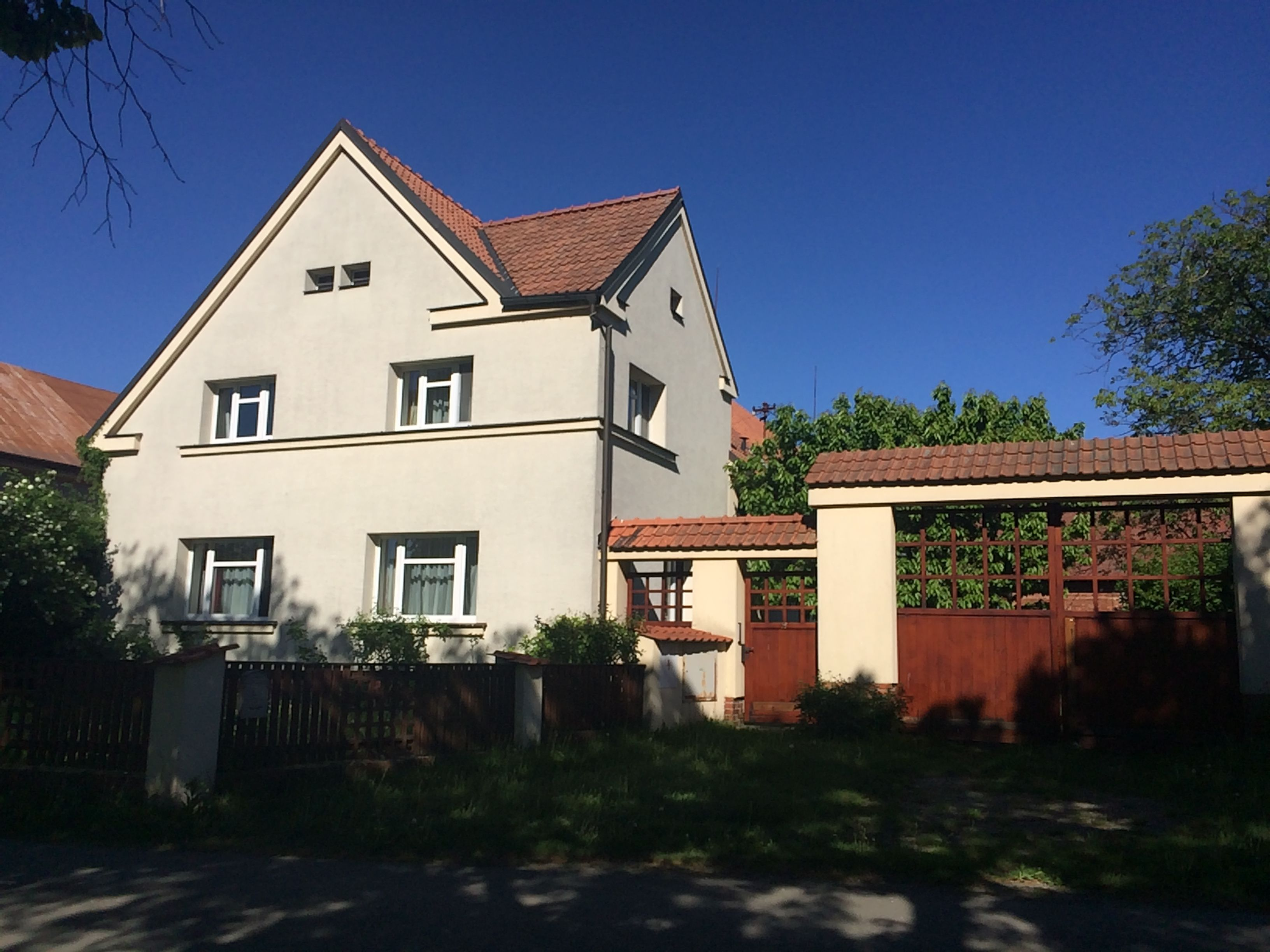
Rodný statek Viléma Frynty v Libranticích
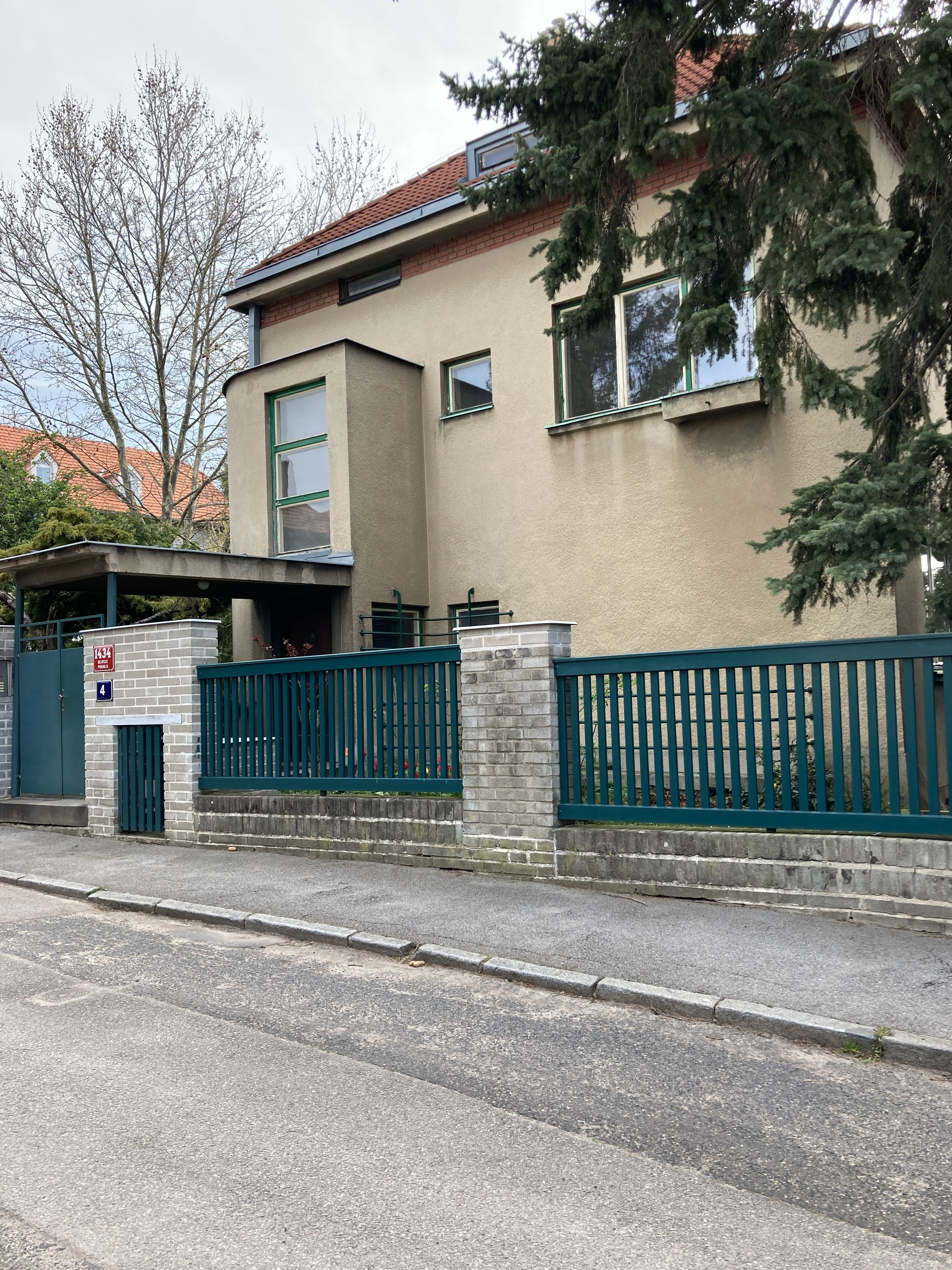
Rodinná vila postavená Vilémem Fryntou v Praze Dejvicích – Na Zavadilce